# Reform
 For alternative betydninger, se Reform (flertydig). (Se også artikler, som begynder med Reform)
Reform (latin for re tilbage; formatio danne, forme: omdannelse) betegner i politik større planlagte (i modsætning til revolution) fredelige (uden anvendelse af magt) og lovlige ændringer eller omdannelser af bestående forhold (statsforfatningen eller en religion).
Eksempler på danske reformer:
- Kommunalreformen (1970)
- Møntreform (1873) (overgang fra daler til kroner og ører)
- Amtsreform (1793) (overgang fra 24 til 17 amter)
- Amtsreform (1662) (1660?) (overgang fra len til amter)
- Møntreform (1541) (overgang fra ... til daler)
- Møntreform (1300-tallet) (overgang fra penning til skilling, sechsling, søsling, witten, hvid, blaffert)
- Gymnasiereformen af 2004

Eksempler på EU reformer:
- Euro møntreformen – indførelsen af euro og cents i 12 europæiske lande i 2002.

Eksempler på andre reformer:
- Reformationen (1536, religiøs)